# Kansas-Nebraskalagen

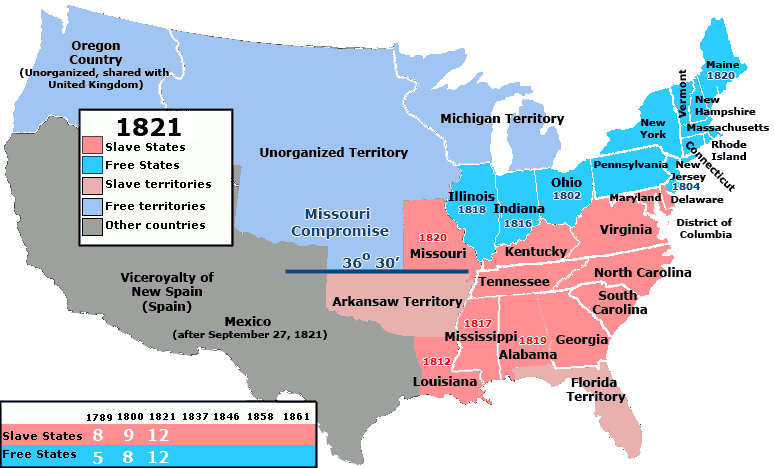
Missouri-kompromissen (36°30′ parallell) i mörkblått 1820. Territorium ovanför denna linje skulle reserveras för fria stater, och under, slavstater.

Kansas-Nebraskalagen (engelska: Kansas–Nebraska Act) antogs 1854 i USA, under president Franklin Pierces administration. Lagen gick emot den tidigare 1850 års kompromiss genom att hävda att de nya territorierna Kansas och Nebraska (båda betydligt större än de nuvarande delstaterna Kansas och Nebraska) skulle tillåtas folkomrösta om slaveriet trots att dessa låg norr om den breddgrad som stadgats i Missourikompromissen. Lagen förargade slaverimotståndare hos såväl demokraterna och framförallt inom Whigpartiet, som samma år bildade Republikanska partiet på en helt slaverifientlig grund.